# Neutrogena
Neutrogena è un'azienda statunitense che produce cosmetici.
Nel 1994 è stata acquisita dalla Johnson & Johnson.

## Prodotti
Neutrogena commercializza  una vasta gamma di prodotti per la pelle (viso e corpo) e capelli, comprese linee di prodotti specifici per l'acne, anti-invecchiamento e protezione solare.
Le linee di prodotto includono:
- Prodotti per il corpo e il bagno
- detergenti
- cosmetica
- Prodotti per capelli
- Cura della pelle maschile
- Moisturizers (Emolliente)